# Itatiba
Itatiba är en stad och kommun i Brasilien och ligger i delstaten São Paulo. Den är en förortskommun till Campinas och folkmängden uppgick år 2014 till cirka 112 000 invånare.